# Старая Богдановка (Николаевская область)
Старая Богдановка (укр. Стара Богданівка) — село в Николаевском районе Николаевской области Украины.

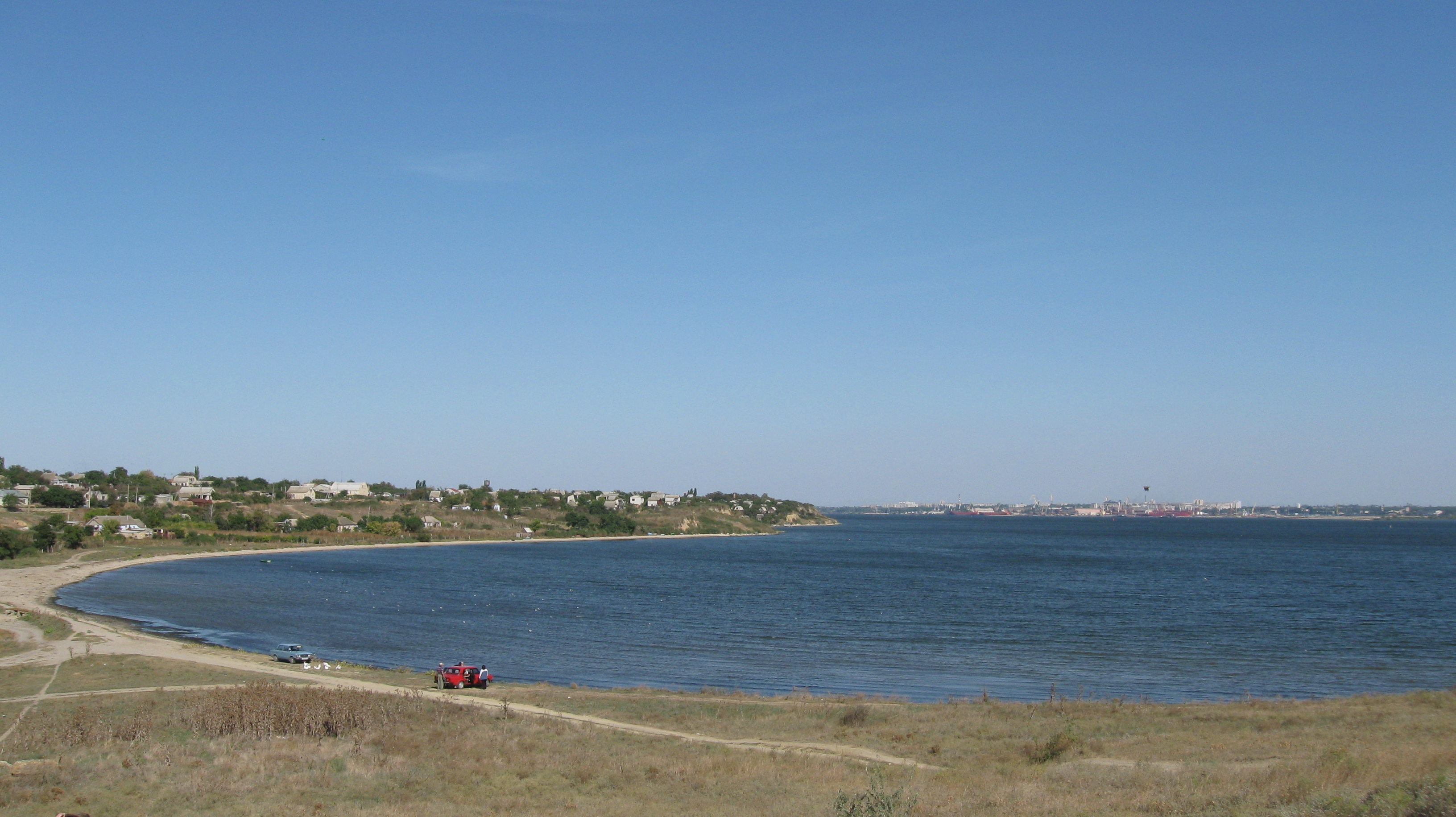
Старая Богдановка на берегу Бугского лимана

Население по переписи 2001 года составляло 554 человек. Почтовый индекс — 57165. Телефонный код — 512.

## Местный совет
57164, Николаевская обл., Николаевский р-н, с. Кирово, ул. Школьная, 1